# إرسين كايا
إرسين كايا (بالإنجليزية: Ersin Kaya)‏ هو لاعب كرة قدم أسترالي في مركز نصف الجناح، ولد في 5 يوليو 1993 في ملبورن في أستراليا. شارك مع منتخب أستراليا تحت 17 سنة لكرة القدم. أما مع النوادي، فقد لعب مع نادي ملبورن سيتي.

## وصلات خارجية
- إرسين كايا على موقع اتحاد تركيا (لاعب) (الإنجليزية)
- إرسين كايا على موقع قاعدة بيانات كرة القدم.إي يو (الإنجليزية)
- إرسين كايا على موقع عالم كرة القدم.نت (الإنجليزية)